# Wayne Maki
Wayne Maki (Sault Sainte Marie, 20 novembre 1944 – 12 maggio 1974) è stato un hockeista su ghiaccio canadese.

## Carriera
Nato a Sault Ste. Marie, in Ontario, crebbe hockeisticamente nei locali Sault Ste. Marie Greyhounds. Nel 1964-1965, sempre a livello giovanile, passò ai St. Catharines Black Hawks (che assunsero quel nome proprio nel corso di quella stagione: prima si chiamavano St. Catherines Teepee).
La sua prima squadra professionistica furono i St. Louis Braves in CPHL, che lo assunsero durante la sua stagione ai St. Catharines e dove rimase per due stagioni, prima di essere chiamato in NHL, nel 1967-1968, dai Chicago Black Hawks, dove giocò col fratello Chico. Nella stagione successiva fece una sola presenza in NHL, giocando perlopiù col farm team Dallas Black Hawks in CHL.
In occasione dell'Intra-League Draft 1969 passò ai St. Louis Blues. Qui, in una gara amichevole di preparazione alla stagione 1969-1970 si rese protagonista di una delle più violente risse mai registrate nell'hockey professionistico: dopo un duro scontro di gioco con Ted Green dei Boston Bruins, i due si affrontarono a colpi di bastone; ebbe la peggio Green, che venne colpito al capo, riportando una frattura al cranio che lo mise in serio pericolo di vita (gli saranno necessarie tre operazioni e l'installazione di una placca metallica, ma tornerà a giocare dopo un anno). Entrambi furono squalificati (Maki per 30 giorni, Green per 12 partite), ed entrambi finirono sotto processo per aggressione, venendo tuttavia assolti. Dopo sedici incontri in quella stagione, i Blues lo mandarono a giocare in AHL, ai Buffalo Bisons.
In occasione dell'NHL Expansion Draft 1970 passò ai Vancouver Canucks, appena approdati in NHL. Qui fu titolare, fino a che, il 14 dicembre 1972, non gli fu diagnosticato un tumore al cervello. Non tornerà mai più sul ghiaccio, e morirà un anno e mezzo dopo, il 1º maggio 1974.
Il suo numero di maglia, l'11, fu in maniera non ufficiale ritirato dai Canucks, e non fu più assegnato fino all'arrivo in squadra di Mark Messier, dal 1997 al 2000.

## Palmarès

### Club
- Calder Cup: 1

Buffalo: 1969-1970

### Individuale
- CPHL Second All-Star Team: 1

1966-1967